# Єкатериновка (Лямбірський район)
Єкатери́новка (рос. Екатериновка, ерз. Екатериновка) — присілок у складі Лямбірського району Мордовії, Росія. Входить до складу Скрябінського сільського поселення.

## Населення
Населення — 19 осіб (2010; 24 у 2002).
Національний склад (станом на 2002 рік):
- росіяни — 96 %